# Mistrzostwa Austrii w Skokach Narciarskich 2016
Mistrzostwa Austrii w Skokach Narciarskich 2016 – odbyły się w dniach 13 – 15 października na Paul-Ausserleitner-Schanze w Bischofshofen oraz na zmodernizowanej Erzbergschanze w Eisenerz.
Obrońcą tytułu na skoczni dużej był Michael Hayböck, który  znalazł się na trzecim stopniu podium. Zawody wygrał Manuel Fettner, przed Stefanem Kraftem oraz wyżej wymienionym. Na skoczni normalnej tytułu bronił Kraft, lecz i on, podobnie jak Hayböck nie zdobył po raz drugi mistrzostwa. Przegrał, podobnie jak na skoczni dużej, z Manuelem Fettnerem, kończąc zawody ze stratą 9,3 pkt. Brązowy medal zdobył Andreas Kofler. W drużynowych zmaganiach wzięło udział 10 ekip, wśród których najlepszą okazała się być pierwsza drużyna Tyrolu.
Rozegrano również mistrzostwa Austrii weteranów w dwóch kategoriach wiekowych. W pierwszej najlepszy okazał się być Martin Nagiller, a w drugiej Andreas Goldberger z przewagą aż 53 punktów nad kolejnym zawodnikiem.
Wśród pań zwycięstwo odniosła Jacqueline Seifriedsberger, wyprzedzając Elisabeth Raudaschl i Julię Huber.

## Wyniki

### Konkurs indywidualny mężczyzn na skoczni dużej
| Miejsce | Zawodnik            | Kraj zw.      | Skok 1 | Skok 2 | Punkty |
| ------- | ------------------- | ------------- | ------ | ------ | ------ |
| 1.      | Manuel Fettner      | Tyrol         | 138,0  | 139,0  | 284,7  |
| 2.      | Stefan Kraft        | Salzburg      | 131,0  | 139,5  | 274,2  |
| 3.      | Michael Hayböck     | Górna Austria | 134,5  | 139,0  | 273,7  |
| 4.      | Clemens Aigner      | Tyrol         | 131,0  | 137,0  | 261,3  |
| 5.      | Andreas Kofler      | Tyrol         | 133,5  | 132,5  | 259,7  |
| 6.      | Janni Reisenauer    | Salzburg      | 128,0  | 135,0  | 256,7  |
| 7.      | Elias Tollinger     | Tyrol         | 126,0  | 132,0  | 248,6  |
| 8.      | Maximilian Steiner  | Górna Austria | 128,0  | 130,0  | 244,5  |
| 9.      | Clemens Leitner     | Tyrol         | 127,0  | 128,0  | 240,6  |
| 10.     | Philipp Aschenwald  | Tyrol         | 127,5  | 128,5  | 239,2  |
| 11.     | Thomas Hofer        | Tyrol         | 129,0  | 128,0  | 239,1  |
| 12.     | Ulrich Wohlgenannt  | Vorarlberg    | 125,0  | 127,5  | 233,2  |
| 13.     | Florian Altenburger | Salzburg      | 124,0  | 130,5  | 231,0  |
| 14.     | Daniel Huber        | Salzburg      | 121,5  | 128,5  | 230,6  |
| 15.     | Martin Diess        | Salzburg      | 125,5  | 128,0  | 230,1  |
| ...     |                     |               |        |        |        |

### Konkurs indywidualny kobiet na skoczni normalnej
| Miejsce | Zawodniczka                | Kraj zw.      | Skok 1 | Skok 2 | Punkty |
| ------- | -------------------------- | ------------- | ------ | ------ | ------ |
| 1.      | Jacqueline Seifriedsberger | Górna Austria | 92,5   | 96,5   | 219,6  |
| 2.      | Elisabeth Raudaschl        | Górna Austria | 86,5   | 87,0   | 189,7  |
| 3.      | Julia Huber                | Styria        | 83,5   | 85,0   | 182,9  |
| 4.      | Eva Pinkelnig              | Vorarlberg    | 81,5   | 85,5   | 180,1  |
| 5.      | Sophie Mair                | Górna Austria | 78,5   | 86,0   | 169,5  |
| 6.      | Claudia Purker             | Salzburg      | 74,5   | 85,5   | 158,9  |

### Konkurs indywidualny mężczyzn na skoczni normalnej
| Miejsce | Zawodnik            | Kraj zw.      | Skok 1 | Skok 2 | Punkty |
| ------- | ------------------- | ------------- | ------ | ------ | ------ |
| 1.      | Manuel Fettner      | Tyrol         | 102,5  | 104,5  | 270,5  |
| 2.      | Stefan Kraft        | Salzburg      | 98,0   | 102,0  | 261,2  |
| 3.      | Andreas Kofler      | Tyrol         | 100,5  | 102,0  | 261,1  |
| 4.      | Clemens Aigner      | Tyrol         | 100,0  | 101,0  | 256,7  |
| 5.      | Michael Hayböck     | Górna Austria | 98,5   | 100,0  | 253,3  |
| 6.      | Markus Schiffner    | Górna Austria | 104,0  | 99,0   | 248,4  |
| 7.      | Philipp Aschenwald  | Tyrol         | 96,0   | 97,0   | 240,5  |
| 8.      | Janni Reisenauer    | Salzburg      | 96,5   | 96,0   | 237,9  |
| 9.      | Elias Tollinger     | Tyrol         | 95,5   | 95,0   | 236,3  |
| 10.     | Florian Altenburger | Salzburg      | 94,0   | 98,0   | 235,0  |
| 11.     | Ulrich Wohlgenannt  | Vorarlberg    | 94,5   | 96,5   | 231,9  |
| 12.     | Clemens Leitner     | Tyrol         | 93,0   | 97,0   | 231,7  |
| 13.     | Mario Mendel        | Wiedeń        | 102,0  | 94,5   | 231,6  |
| 14.     | Markus Rupitsch     | Karyntia      | 97,0   | 94,0   | 223,7  |
| 15.     | Daniel Huber        | Salzburg      | 95,0   | 94,5   | 219,4  |
| ...     |                     |               |        |        |        |

### Konkurs drużynowy na skoczni normalnej
| Miejsce | Klub             | Zawodnicy                                                                             | Punkty |
| ------- | ---------------- | ------------------------------------------------------------------------------------- | ------ |
| 1.      | Tyrol I          | Andreas Kofler, Elias Tollinger Clemens Aigner, Manuel Fettner                        | 996,3  |
| 2.      | Salzburg I       | Daniel Huber, Janni Reisenauer Florian Altenburger, Stefan Kraft                      | 919,2  |
| 3.      | Górna Austria I  | Thomas Diethart, Maximilian Steiner Markus Schiffner, Michael Hayböck                 | 901,7  |
| 4.      | Tyrol II         | Patrick Kogler, Thomas Hofer Philipp Aschenwald, Clemens Leitner                      | 830,0  |
| 5.      | Salzburg II      | Julian Wienerroither, Stefan Rainer Jan Hörl, Martin Diess                            | 778,4  |
| 6.      | Karyntia I       | Florian Gugg, Dominik Schwei Markus Rupitsch, Mika Schwann                            | 766,3  |
| 7.      | Górna Austria II | Florian Mittendorfer, Michael Falkensteiner Alexander Hayböck, Maximilian Schmalnauer | 723,0  |
| 8.      | Styria I         | Lucas Schaffer, Francisco Mörth Josef Dirnbauer, Philipp Haagen                       | 677,8  |
| 9.      | Vorarlberg I     | Nikolai Schallert, Elias Maurer Felix Greber, Ulrich Wohlgenannt                      | 583,2  |
| 10.     | Wiedeń I         | Sebastian Novak, Stefan Zitz Naim Stanfel, Mario Mendel                               | 561,2  |

### Konkurs weteranów
| Kategoria I  | Kategoria I        | Kategoria I | Kategoria I |
| Miejsce      | Zawodnik           | Skok        | Punkty      |
| ------------ | ------------------ | ----------- | ----------- |
| 1.           | Martin Nagiller    | 78,5        | 112,3       |
| 2.           | Martin Peer        | 73,5        | 72,6        |
| 3.           | Andreas Salhofer   | 72,5        | 63,4        |
| 4.           | Peter Zeisl        | 68,0        | 57,6        |
| 5.           | Thomas Oswald      | 57,0        | 30,3        |
| Kategoria II |                    |             |             |
| Miejsce      | Zawodnik           | Skok        | Punkty      |
| 1.           | Andreas Goldberger | 87,5        | 118,6       |
| 2.           | Andreas Stranz     | 72,0        | 65,6        |
| 3.           | Markus Radmayr     | 59,5        | 38,1        |
| 4.           | Christian Hoppe    | 57,5        | 37,0        |
| 5.           | Gerold Sattlecker  | 53,5        | 29,7        |
| 6.           | Paul Friedl        | 57,5        | 17,9        |